# John Beirne
John Beirne (junior) (* 1. April 1893 in Croghan, County Roscommon; † 23. Oktober 1967 im County Roscommon) war ein irischer Politiker der Clann na Talmhan. Er war von 1943 bis 1961 Teachta Dála (Abgeordneter) im Dáil Éireann, dem Unterhaus des irischen Parlaments (Oireachtas).

## Leben
Beirne war ein Ladenbetreiber und Landwirt. Er wurde bei den Wahlen 1943 im Wahlkreis Roscommon in den Dáil gewählt. Bei den nachfolgenden Wahlen 1944, 1948, 1951, 1954 und 1957 konnte er den Sitz jeweils verteidigen. Bei den 1961 verlor er dann seinen Sitz.
Beirne war mit Mary Anne Brennan verheiratet und hatte mit ihr fünf Kinder.